# Степанов, Михаил Яковлевич
Михаил Яковлевич Степанов (19 ноября 1925, Будки, Курская губерния — 7 октября 1989) — наводчик САУ 1892-го самоходного артиллерийского полка младший сержант — на момент последнего представления к награждению орденом Славы.

## Биография
Родился 19 ноября 1925 года в деревне Будки (ныне — Глушковского района Курской области). В 1940 году окончил среднюю школу, стал работать в колхозе. С началом Великой Отечественной войны в армию не призывался по возрасту, а затем оказался в оккупации.
В сентябре 1943 года, после прихода Красной Армии, пришел в военкомат. На это раз, несмотря на возраст Михаил Степанов был призван в армию и направлен в 24-й запасной танковый полк. Здесь получил специальность наводчика самоходной артиллерийской установки.
С января 1944 года участвовал в боях с захватчиками в составе 1892-го самоходного артиллерийского полка на 2-м Украинском и 1-м Белорусском фронтах. В составе этого полка прошел до Победы.
В августе 1944 в боях за овладение предместьем города Варшавы — Прагой — самоходная установка, в которой наводчиком был ефрейтор Степанов, была подбита огнём вражеского орудия. Противники попытались захватить экипаж самоходки. Степанов, открыв огонь, обратил их в бегство, уничтожил при этом более 20 солдат. В следующих боях ефрейтор Степанов поразил штурмовое орудие, 5 противотанковых пушек, свыше 20 огневых точек, 6 дзотов, 2 автомашины и большое количество живой силы противника. Был представлен к награждению орденом Красной Звезды, но командованием 47-й армии статус награды был изменен на орден Славы 3-й степени. Пока по инстанциям ходили наградные документы, ефрейтор Степанов вновь отличился.
В октябре 1944 года в боях за высоту 95,8 ефрейтор Степанов в составе экипажа уничтожил танк, 14 огневых точек, 4 орудия и до 30 пехотинцев противника. Так как приказа по предыдущему представлению ещё не было, 30 октября был представлен к награждению орденом Славы 3-й степени. В результате с интервалом в 4 дня было подписано сразу два приказа на одну и ту же награду.
Приказом по войскам 47-й армии от 16 ноября 1944 года ефрейтор Степанов Михаил Яковлевич награждён орденом Славы 3 степени.
Приказом по частям 60-й стрелковой дивизии от 20 ноября 1944 года ефрейтор Степанов Михаил Яковлевич награждён орденом Славы 3 степени.
В январе 1945 года младший сержант Степанов в бою севернее города Варшава заменил погибшего командира установки и, уничтожая врага прямой наводкой, поддержал переправу стрелков на левый берег реки Висла. Огнём САУ было поражено 7 огневых точек и свыше 15 противников.
Приказом по войскам 47-й армии от 19 февраля 1945 года младший сержант Степанов Михаил Яковлевич награждён орденом Славы 2-й степени.
После войны продолжал службу в армии. В 1950 году уволен в запас.
Приехал в Тульскую область. Работал в одном из отделов райисполкома Каменского района Тульской области. Член КПСС с 1954 года.
Указом Президиума Верховного Совета СССР от 27 февраля 1958 года в порядке перенаграждения Степанов Михаил Яковлевич награждён орденом Славы 1-й степени. Стал полным кавалером ордена Славы.
В 1969 году переехал в город Калуга. Работал начальником штаба гражданской обороны завода радиооборудования в производственном объединении «Полиграфист». Скончался 7 октября 1989 года.
Награждён орденами Отечественной войны 1-й степени, Славы 3-х степеней, медалями.